# ميريدين (دائرة انتخابية في المملكة المتحدة)
ميريدين (بالإنجليزية: Meriden)‏ هي إحدى الدوائر الانتخابية في المملكة المتحدة الممثلة في مجلس العموم في برلمان المملكة المتحدة.
عضو البرلمان الذي يمثلها حالياً هو :Mrs Caroline Spelman (Con).